# Missing You (GLAYの曲)
『Missing You』（ミッシング ユー）は、GLAYの21枚目のシングルである。

## 概要
- ベストアルバム『DRIVE-GLAY complete BEST』からの先行シングル。そのためオリジナルアルバムには未収録となっている。先行シングルでありながらも、初動売上は40万枚。
- 「MERMAID」「とまどい／SPECIAL THANKS」同様、アートワークは紙製デジパック仕様、ブックレット一体型の装丁。
- 初回限定盤としてロングケース仕様が存在する。尚、前々作、及び前作に比べ初回限定版ロングケースの出荷が極端に少なかった為（約7万枚）、当時はプレミア化されていた。
- 2000年11月の発売であったため、2001年と跨ってランクインした。
- 『Missing You』のジャケットはロス郊外の砂漠で撮る予定だったがロケバスが来ず、出発が遅れたため、急きょ場所が変更された。

## 収録曲
1. Missing You
  - 作詞・作曲：TAKURO

ストリングスを前面に押し出したバラードナンバー。テーマは人間が誰しも持つ“業”。最後に歌われる英詞の部分は歌詞カードには載っていないが、「Snow is falling I can't say anymore I'm standing in the windy road You leave me alone Don't go away from me I wish to be in love again」と歌っている。
2. TIME
  - 作詞・作曲：JIRO
3. WHY DON'T WE MAKE YOU HAPPY
  - 作詞・作曲：TAKURO
4. Surf Rider
  - 作詞・作曲：HISASHI　編曲：HISASHI、草間敬 & 佐久間正英

歌詞がハッカー文体で書かれた独特な曲。打ち込みが多用されている。
レコーディングではベースの音もHISASHIが打ち込みで入れたため、JIROはベースではなくギターを弾いていて、TAKUROは参加していない。編曲はほとんどHISASHIが行い、他のGLAYのメンバーは参加しなかった。
5. Missing You [Instrumental]

## 収録アルバム
Missing You
- DRIVE-GLAY complete BEST
- THE GREAT VACATION VOL.1 〜SUPER BEST OF GLAY〜
- DRIVE 1993〜2009 -GLAY complete BEST

TIME
- rare collectives vol.2
- REVIEW II -BEST OF GLAY-

WHY DON'T WE MAKE YOU HAPPY
- rare collectives vol.2

Surf Rider
- rare collectives vol.2